# Багни (Підляське воєводство)
Багни (пол. Bagny) — село в Польщі, у гміні Домброва-Білостоцька Сокульського повіту Підляського воєводства.
Населення — 212 осіб (2011).
У 1975-1998 роках село належало до Білостоцького воєводства.

## Демографія
Демографічна структура станом на 31 березня 2011 року:
|          | Загалом | Допрацездатний вік | Працездатний вік | Постпрацездатний вік |
| -------- | ------- | ------------------ | ---------------- | -------------------- |
| Чоловіки | 114     | 27                 | 69               | 18                   |
| Жінки    | 98      | 21                 | 50               | 27                   |
| Разом    | 212     | 48                 | 119              | 45                   |